# توحيدة عبد الرحمن
توحيدة عبد الرحمن (30 نوفمبر 1906 - 10 سبتمبر 1974) هي طبيبة مصرية، وأول طبيبة في الحكومة المصرية عام 1933، وهي شقيقة المحامية المصرية العربية الأولى مفيدة عبدالرحمن. تلقت الدكتورة توحيدة تعليمها في مدرسة السنية للبنات، والتي تعتبر أول مدرسة حكومية للبنات أنشأها الخديوي إسماعيل في ذلك الوقت. وفي عهد الملك فؤاد الأول، تم ابتعاثها لدراسة الطب في بريطانيا في بعثة «كتشنر».عملت بمستشفى كتشنر ووصولت فيها إلى منصب كبيرة طبيبات وزارة المعارف، واستقالت منها عام 1954. سيرتها الذاتية محفوظة في كتاب ( الدكتورة لما كانت مصر مصر) للكاتب مؤمن المحمدى من يوم مولدها عام 1906 حتى وفاتها عام 1974 